# Ágnes Szávay
Ágnes Szávay (Halaš, 29. prosinca 1988.) profesionalna je tenisačica iz Mađarske. Ima 5 WTA naslova. Trenutačno se oporavlja od kronične ozljede leđa koja joj ozbiljno prijeti daljnjoj karijeri te stoga nije pozicionirana na WTA listi.
Szávay je počela trenirati tenis sa 6 godina. Prvi WTA turnir osvojila je u srpnju 2007. u Palermu, pobijedivši u finalu Njemicu Martinu Müller. Drugi turnir osvojila je u Pekingu iznenađujućom pobjedom u finalu protiv tada treće igračice svijeta, Srpkinje Jelene Janković. U tom susretu nalazila se u gotovo bezizlaznoj situaciji, jer je imala set zaostatka i 2:5 u igrama drugog seta.
U travnju 2008. Szávay je bila 13. igračica svijeta, što joj je do danas plasman karijere na WTA listi. Osvojila je još tri WTA turnira (Budimpešta 2009. i 2010. te Prag 2010.). Ima i dva WTA naslova u konkurenciji parova: Budimpeštu 2007. s Vladimírom Uhlířovóm te Prag 2010. s Monicom Niculescu.

## Stil igre
Szávay je dešnjakinja, koja poput većine tenisačica odigrava dvoručni backhand. Najjači joj je udarac servis. Omiljene su joj podloge tvrda i zemljana.

## Osvojeni turniri

### Pojedinačno (5 WTA)
| Br. | Nadnevak         | Turnir         | Protivnica u finalu        | Rezultat         |
| 1.  | 16. srpnja 2007. | Palermo        | Martina Müller             | 6:0, 6:1         |
| 2.  | 23. rujna 2007.  | Peking         | Jelena Janković            | 6:7(7), 7:5, 6:2 |
| 3.  | 12. srpnja 2009. | Budimpešta     | Patty Schnyder             | 2:6, 6:4, 6:2    |
| 4.  | 11. srpnja 2010. | Budimpešta (2) | Patty Schnyder             | 6:2, 6:4         |
| 5.  | 18. srpnja 2010. | Prag           | Barbora Záhlavová-Strýcová | 6:2, 1:6, 6:2    |

## Rezultati na Grand Slam turnirima
| Grand Slam      | 2007. | 2008. | 2009. | 2010. | 2011. | 2012. |
| --------------- | ----- | ----- | ----- | ----- | ----- | ----- |
| Australian Open | -     | 1k    | 1k    | 2k    | -     | -     |
| Roland Garros   | 2k    | 3k    | 4k    | 2k    | 1k    | -     |
| Wimbledon       | 2k    | 4k    | 1k    | 1k    | -     |       |
| US Open         | 1/4F  | 2k    | 1k    | 2k    | -     |       |

## Plasman na WTA ljestvici na kraju sezone
| 2004. | 2005. | 2006. | 2007. | 2008. | 2009. | 2010. | 2011. | 2012. |
| ----- | ----- | ----- | ----- | ----- | ----- | ----- | ----- | ----- |
| 278.  | 181.  | 207.  | 20.   | 28.   | 40.   | 37.   | 256.  |       |

## Vanjske poveznice
- Službena stranica  Arhivirana inačica izvorne stranice od 10. travnja 2014. (Wayback Machine) (mađ.)(engl.)
- Profil na stranici WTA